# Mohammed Ali al-Houthi
Mohammed Ali al-Houthi (n. 1977) es el presidente del Comité Revolucionario Yemení, un gobierno provisional creado por el grupo insurgente zaidí chiita Houthis. Se convirtió de facto en el presidente de Yemen después de que estos tomasen el control de Yemen en 2015. Es primo de Abdul-Malik al-Houthi, el líder de la organización.

## Presidencia
El 9 de febrero de 2015, se nombró a Mahmoud Al-Junaid como director de la oficina presidencial, pero no le confirmó al periódico Yemen Times si estaba trabajando para al-Houthi.
Otro periódico, Asharq al-Awsat, publicó el 19 de febrero que sacaron a al-Houthi debido a la falta de acuerdo entre las distintas posiciones políticas yemenies para que apoyen la autoridad provisional de los Houthis, pero luego un miembro de alto rango de la organización lo negó. La agencia de noticias, Reuters, y otras cadenas informaron que la ONU negoció un acuerdo respecto sobre la asamblea yemini, pero no habló sobre la disputa presidencial.

### Respuesta internacional
Las Naciones Unidas, Estados Unidos y el Consejo de Cooperación para los Estados Árabes del Golfo no aceptaron la legitimidad de que al-Houthi y del Comité Revolucionario estén a cargo del gobierno yeminí y lo califican como un golpe de Estado. El 15 de febrero de 2015, el consejo de seguridad de la ONU dijo que el grupo debe devolver el control de las instituciones del Estado mientras que el Secretario General Ban Ki-moon advirtió que Yemen está cerca de convertirse en un estado fallido.